# Ellie Goulding
Ellie Jane Goulding, angleška pevka, glasbenica, besedilopiska in kantavtorica, * 30. december 1986, Hereford, Anglija.                                                                                                       
Goulding je svojo glasbeno kariero začela, ko je spoznala producenta Starsmith in Frankmusika. Pozneje jo je opazil Jamie Lillywhite, ki je postal njen menedžer. Potem ko je julija 2009 podpisala z založbo Polydor Records, je Goulding kasneje istega leta izdala svoj prvi EP An Introduction to Ellie Goulding.
Leta 2010 je Goulding postala druga umetnica, ki je vodila BBC-jevo letno anketo Sound of ... in istega leta osvojila nagrado kritikov na britanski podelitvi nagrad. Leta 2010 je izdala svoj prvi studijski album Lights; debitirala je na prvem mestu lestvice albumov v Združenem Kraljestvu in v Angliji prodala več kot 850.000 izvodov. Novembra 2010 je bil album ponovno izdan kot Bright Lights, ki je pripeljal dva singla: naslovnico pesmi "Your Song" Eltona Johna, ki je bila izbrana za prvi božični oglas Johna Lewisa in dosegla 2. mesto na lestvici UK Singles. Drugi novi singel, poimenovan "Lights" je postal njen najvišje uvrščeni singel na lestici Billboard Hot 100 doslej in dosegel 2. mesto. 
Gouldin drugi studijski album, Halcyon, je izšel oktobra 2012. Pred albumom je kot glavni singel izšel album "Anything Could Happen". Album je dosegel 2. mesto britanske lestvice albumov, po 65 tednih pa prevzel 1. mesto. Halcyon se je prebil na 9. mesto ameriškega Billboard 200. Halcyon Days, prirejena izdaja Halcyona, je izšla avgusta 2013, ki nam daje single, kot je "Burn", ki je postal njen najboljši single v Veliki Britaniji. Na podelitvi nagrad Brit Awards 2014 je prejela nagrado za britansko samostojno umetnico. Goulding je 6. novembra 2015 izdala svoj tretji studijski album z naslovom Delirium z glavnim singlom albuma "On My Mind". Decembra 2015 je prejela prvo nominacijo za nagrado Grammy za najboljšo samostojno pop izvedbo za svoj singl "Love Me Like You Do". Njen četrti studijski album Brightest Blue je izšel 17. julija 2020.
Goulding je poročena z Casparjem Joplingom, trgovcem z umetninami. Z njim ima enega otroka.